# Jaakko Hänninen

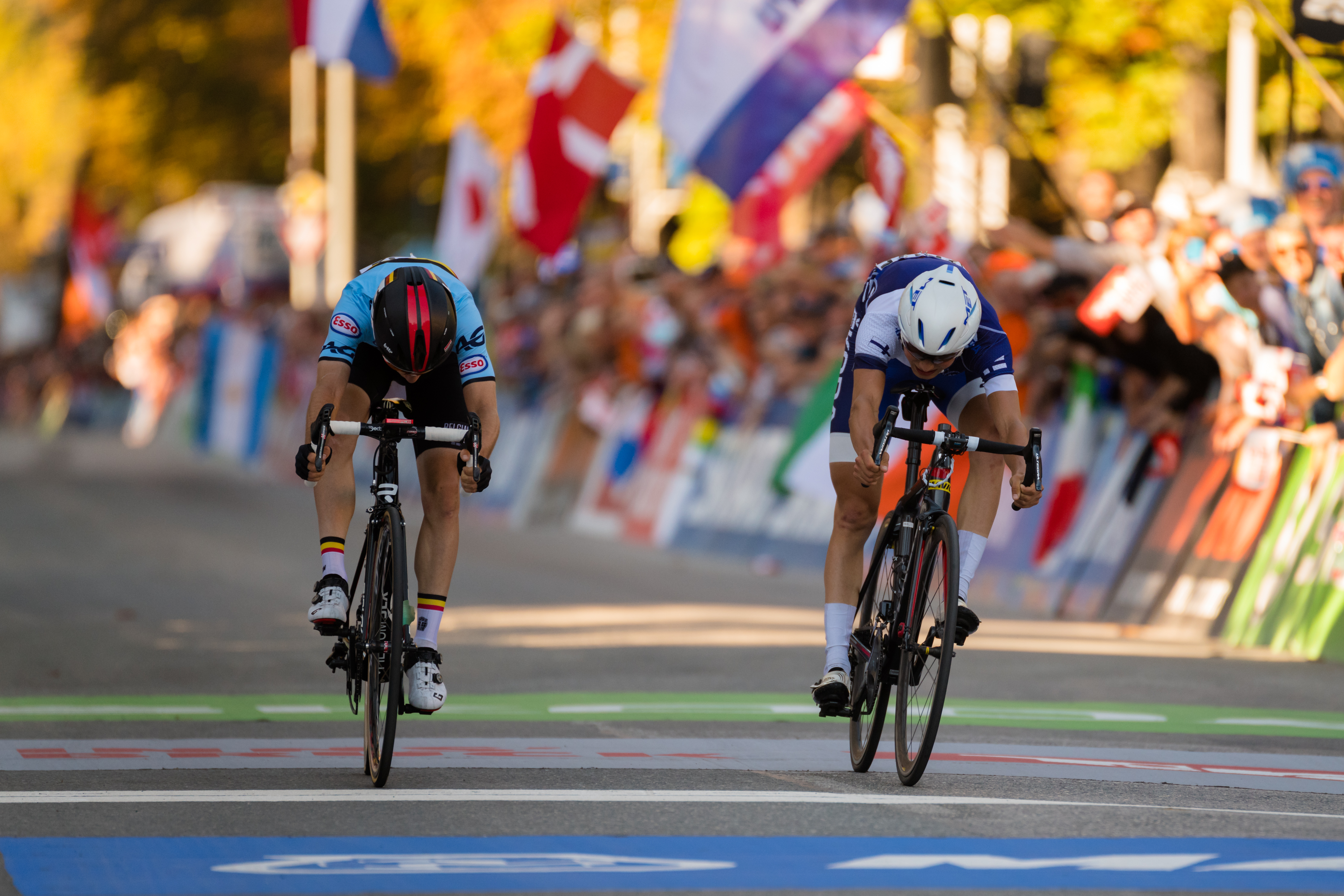
Hänninen (r.) wurde bei der Straßen-WM 2018 Dritter im Rennen der U23 hinter Bjorg Lambrecht

Jaakko Hänninen (* 16. April 1997 in Ruokolahti) ist ein finnischer Radrennfahrer, der Cyclocross- und Straßenrennen bestreitet.

## Sportliche Laufbahn
Jaakko Hänninen wuchs auf einem Bauernhof in der Nähe von Ruokolahti auf; wie sein großer Bruder und sein Vater begann er mit dem Radsport, zunächst bei Cyclocrossrennen. Später machte er eine Ausbildung zum Zweiradmechaniker. In der Saison 2012/13 wurde Jaakko Hänninen finnischer Junioren-Meister im Querfeldeinrennen, 2015/16 sowie 2017/18 nationaler Meister der Elite.
Ab 2015 fuhr Hänninen zunehmend auch Rennen auf der Straße und wurde finnischer Junioren-Meister in Einzelzeitfahren und im Straßenrennen. 2017 errang er den nationalen Titel des Straßenmeisters in der Kategorie U23 und belegte im Rennen der Elite Platz zwei. Im selben Jahr zog er nach Frankreich und startete dort für einen Amateurverein. Im September 2018 gewann er die Tour du Gévaudan Occitanie und wenige Tage später bei den Straßenweltmeisterschaften die Bronzemedaille im U23-Straßenrennen. Er war der einzige Finne im Fahrerfeld; es war 16 Jahre her, dass zuletzt ein männlicher Sportler aus Finnland (Jukka Vastaranta) eine Medaille bei Straßenweltmeisterschaften gewonnen hatte.
Im Mai 2019 bestritt Hänninen ein Rennen in Frankreich, bei dem er von einem Derny angefahren wurde. Er erlitt einen Bruch im Brustbein und musste sechs Wochen pausieren. Zum 1. August erhielt er einen Vertrag beim Team AG2R La Mondiale. Seinen einzigen Sieg konnte er im Jahr 2024 bei den finnischen Meisterschaften im Straßenrennen einfahren, ehe er im Jahr 2025 zum UCI Continental Team Nice Métropole Côte d’Azur wechselte.

## Erfolge

### Straße
2015
- Finnischer Junioren-Meister – Einzelzeitfahren, Straßenrennen

2017
- Finnischer U23-Meister – Einzelzeitfahren, Straßenrennen

2018
- Tour du Gévaudan Occitanie
- U23-Weltmeisterschaft – Straßenrennen

2024
- Finnischer Meister – Straßenrennen

### Querfeldein
2013/14
- Finnischer Junioren-Meister

2014/15
- Finnischer Junioren-Meister

## Grand Tour-Platzierungen
| Grand Tour            | 2020 | 2021 | 2022 | 2023 | 2024 |
| --------------------- | ---- | ---- | ---- | ---- | ---- |
| Giro d’ItaliaGiro     | 73   | –    | 90   | –    | –    |
| Tour de FranceTour    | –    | –    | –    | –    | –    |
| Vuelta a EspañaVuelta | –    | –    | DNF  | –    | –    |